# Kartódromo Internacional de Volta Redonda

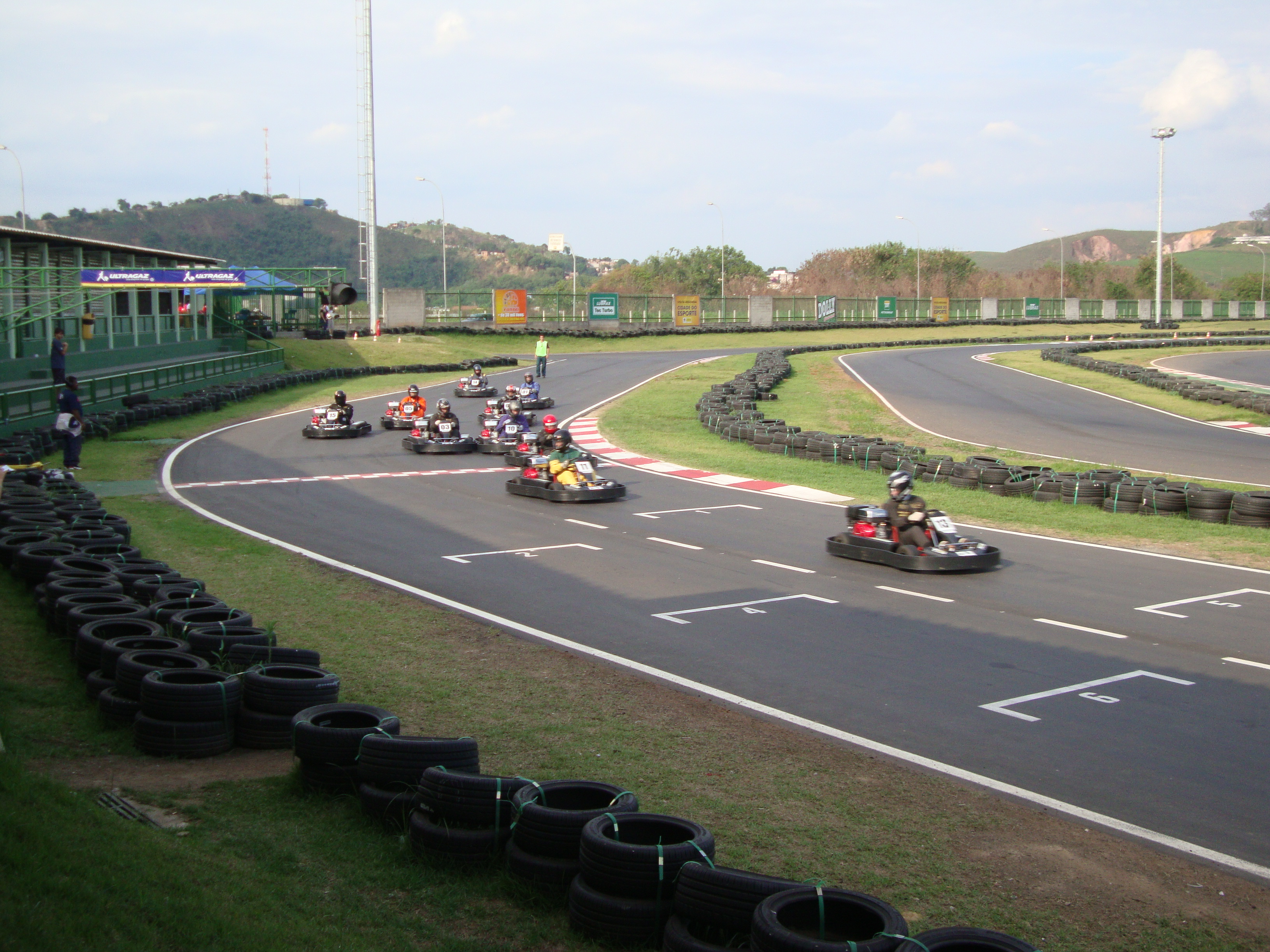
Imagem da reta principal do Circuito Marcel Luís Sette Fortes de Almeida.

O Kartódromo Internacional de Volta Redonda é um kartódromo da cidade de Volta Redonda-RJ e que fica localizado dentro do Complexo esportivo jornalista Oscar Cardoso.
O Kartódromo foi inaugurado em 1966, e conta com uma pista de 1.025 metros. Grandes campeões do automobilismo já correram nesta pista, como Emerson Fittipaldi, que participou da primeira inauguração, e Ayrton Senna. No dia 01 de Outubro de 2011, o kartódromo foi reinauguarado, e recebeu o nome de Circuito Marcel Luís Sette Fortes de Almeida, em homenagem ao filho do Ministro das Cidades, Márcio Fortes de Almeida, que morreu tragicamente em um acidente automobilístico no Rio de Janeiro, em 2004.

## Eventos
Nele ocorre uma das etapas da Copa Empresarial, evento que reúne empresas e profissionais para conhecerem o kartismo e divulgarem sua marca, e do Campeonato Estadual de Kart 4T. Além disso, em 2012 o kartódromo sediou uma das etapas nacionais do Red Bull Kart Fight. 

## Projeto Piloto Cidadão
O Projeto Piloto Cidadão é um projeto no qual meninos e meninas de 9 a 15 anos, que são estudantes das redes publica estadual e municipal de Volta Redonda, têm, durante um mês, aulas sobre a história do Kart, técnicas de mecânica, noções de kartismo, lições de meio ambiente e primeiros socorros. Em 2012, o projeto que completou três anos de funcionamento.